# 陸里
陸里，字希远，南直隶宜兴县人，明朝政治人物，同進士出身。

## 生平
成化十六年庚子科應天府鄉試舉人，二十年（1484年）登甲辰科同進士。弘治元年（1488年）擔任章丘縣知縣，在任期間公廉勤慎，任內修撰《章丘县志》。